# Esteban Obregón
Esteban Obregón (Ringuelet, 24 ottobre 2001) è un calciatore argentino, centrocampista del Montevideo City Torque.

## Caratteristiche tecniche
È un centrocampista offensivo.

## Carriera
Cresciuto nel settore giovanile dell'Estudiantes (LP), ha esordito in prima squadra il 7 novembre 2020 disputando l'incontro di Primera División perso 2-0 contro il San Lorenzo.